# 马里奥·阿莱西尼
马里奥·阿莱西尼（義大利語：Mario Alesini，1931年12月17日—2001年8月2日），意大利男子篮球运动员。他曾代表意大利获得1960年夏季奥运会男子篮球比赛第四名。他于2001年在萨韦纳河畔圣拉扎罗去世。